# جان شوپن
جان شوپن (انگلیسی: Jean Chopin؛ زادهٔ ۹ اکتبر ۱۹۹۴) بازیکن فوتبال اهل فرانسه است.
از باشگاه‌هایی که در آن بازی کرده‌است می‌توان به باشگاه فوتبال اوستنده اشاره کرد.